# Pineios (Thessalien)
Pineios (græsk: Πηνειός, græsk udtale: [piˈɲos], i latinske kilder benævnt Peneus) er en flod i Thessalien, Grækenland. Floden er opkaldt efter guden Peneus. I den senere middelalder blev den også kendt som Salamvrias eller Salavrias.
Den løber fra Pindusbjergene gennem den Thessaliske slette og udmunder i Det Ægæiske Hav, nordøst for Tempedalen, nær Stomio. Den skaber et stort delta, kendt for sin skønhed og for mange dyrearter, beskyttet af internationale miljøaftaler. Den er 205 km lang, og udspringer nær landsbyen Malakasi, på den østlige skråning af Pindus hovedområde, øst for Metsovo. Meteora-regionen og byen Larisa ligger langs Pineios. Trikala ligger ved bifloden Lithaios.